# Callitula silvensis
Callitula silvensis är en stekelart som först beskrevs av Girault 1913.  Callitula silvensis ingår i släktet Callitula och familjen puppglanssteklar. Inga underarter finns listade.